# L'edat de la innocència (novel·la)
L'edat de la innocència (títol original anglés: The Age of Innocence) és una novel·la d'Edith Wharton editada el 1920 i premiada el 1921 amb el Premi Pulitzer. L'acció transcorre en l'alta societat novaiorquesa del 1870.
L'edat de la innocència es publicà dues voltes: primer com a fulletó en la revista Pictorial Review, entre juliol i octubre de 1920; i després com a llibre tant a Nova York com a Londres. Rebé un càlid acolliment; segons Times Book Review era "un brillant panorama de la Nova York de fa 45 anys. La novel·la més sol·licitada en biblioteques públiques i un best-seller en llibreries".

## Adaptacions
El 1924 se'n feu una primera adaptació cinematogràfica, una pel·lícula muda produïda per Warner Brothers, dirigida per Wesley Ruggles.
El 1928 Margaret Ayer Barnes en feu una obra de teatre i s'estrenà a Broadway el 1928. Tant la novel·la com l'adaptació teatral foren la base d'una segona adaptació a la pantalla gran, la pel·lícula de la RKO L'edat de la innocència (1934).
El 1993 la tercera adaptació cinematogràfica de la novel·la, la dirigí Martin Scorsese. La pel·lícula L'edat de la innocència la protagonitzaren Michelle Pfeiffer, Daniel Day-Lewis, Winona Ryder, Richard I. Grant i Miriam Margolyes. Winona Ryder obtingué un Globus d'Or per la seua interpretació de May Welland Archer, i la pel·lícula rebé un Oscar pel vestuari.